# Società Autostrade Valdostane
La Società Autostrade Valdostane S.p.A. (SAV) (in francese, Société des autoroutes valdôtaines S.A.) è l'ente esercente concessionario dell'ANAS dell'Autostrada A5 per il tratto da Quincinetto ad Aosta di 59,5 km ed è composto da 6 caselli autostradali (Quincinetto, Pont-Saint-Martin, Verrès, Châtillon/Saint Vincent, Nus e Aosta Est). Gestisce inoltre il Raccordo A5 - SS 27 che permette di collegare direttamente l'A5 (casello Aosta Est) con la SS 27 senza passare dal centro abitato di Aosta.

## Storia
La SAV SpA nasce ad Aosta nel 1962. È l'ente concessionario per la gestione della A5 da Quincinetto ad Aosta fino al 31 dicembre 2032.

## Descrizione
La SAV S.p.A. fa parte del Gruppo ASTM S.p.A..
Azionisti della Società sono:
- la HPVdA S.p.A. (Gruppo ASTM);
- la Regione Valle d'Aosta;
- il gruppo ATIVA (concessionaria della tratta da Torino a Quincinetto della A5).

Nel 2008 ha ottenuto 46,16 milioni di euro da ricavi autostradali.